# KVM (Java)
A K virtuális gép (KVM) egy Java virtuális gép, melyet a Sun Microsystems (jelenleg az Oracle Corporation tulajdona) fejlesztett ki, a Java virtuális gép specifikáció alapján. A KVM-t nulláról fejlesztették ki C nyelven. Kis eszközök számára tervezték, melyeknek kis memória igényük van. A magasabb kategóriás JVM-ek tulajdonságainak egy részhalmazát támogatja. Pl. egy KVM nem biztos, hogy támogatja a lebegőpontos műveleteket és az objektum lezárást (angolul finalization). A CLDC specifikálja a KVM használatát. A 'K' a KVM-ben a kilóbájt rövidítése, amely rámutat arra, hogy a KVM-nek néhány kilóbájt és nem megabájt memórián kell működnie.

## Fordítás
Ez a szócikk részben vagy egészben  a   K virtual machine című angol Wikipédia-szócikk ezen változatának fordításán alapul.  Az eredeti cikk szerkesztőit annak laptörténete sorolja fel. Ez a jelzés csupán a megfogalmazás eredetét és a szerzői jogokat jelzi, nem szolgál a cikkben szereplő információk forrásmegjelöléseként.